# Habitatge al carrer Abat Escarré, 6 (el Papiol)
L'Habitatge al carrer Abat Escarré, 6 és una obra eclèctica del Papiol (Baix Llobregat) inclosa a l'Inventari del Patrimoni Arquitectònic de Catalunya.

## Descripció
Habitatge entre mitgeres força estret, de planta baixa i pis amb terrat. La façana és arrebossada i pintada de blanc i les obertures, una a cada pis, allindades. Destaca el balcó del primer pis, de pedra que dibuixa una motllura que es perllonga a tota l'amplada de la façana, marcant la separació entre plantes; està suportat per dues motllures de grans dimensions. La barana és de ferro forjat amb motius geometritzants i la llinda de l'obertura, motllurada i els muntants, imiten falses pilastres.